# Kačji Potok
Kačji Potok je naselje v občini Kočevje.